# William Gambel
William Gambel (Philadelphia, juni 1823 - 13 december 1849) was een Amerikaanse natuuronderzoeker.

## Biografie
In 1838 maakte hij met Thomas Nuttall (1786-1859) een expeditie in North Carolina. Tussen maart en november 1841, breidde hij zijn verzameling planten uit in Californië.
Hij ging 1842 planten langs de kust verzamelen en werd ingehuurd als secretaris van een schip, waardoor hij heel Californië kon bezoeken.
Dieren en planten die naar hem zijn vernoemd zijn:
- Callipepla gambelii
- Quercus gambelii
- Gambels mees (Poecile gambeli)
- Pacifastacus gambelii

Gambel keerde terug naar Philadelphia in augustus 1845.
Hij stierf aan de tyfus tijdens het oversteken van de Sierra Nevada in de winter.
- International Standard Name Identifier: 0000 0000 6904 7238
- Library of Congress Control Number: no2009123036
- SNAC: w6k380r1
- Virtual International Authority File: 96832130
- WorldCat: E39PBJqQCyckjbFrXggpqVdG73